# Fuck Them All
Singles de Mylène Farmer
Pardonne-moi
(2002) Q.I.
(2005)
Fuck Them All est une chanson de Mylène Farmer, sortie en single le 14 mars 2005 en tant que premier extrait de l’album Avant que l'ombre....
Sur une musique composée par Laurent Boutonnat, incluant un pont rap rappelant le titre American Life de Madonna, la chanteuse écrit un texte féministe dans lequel elle dénonce la violence masculine et le manque de reconnaissance des femmes.
Réalisé par Agustí Villaronga et tourné en Roumanie dans un décor enneigé et une usine désaffectée, le clip, très symbolique, peut être interprété de plusieurs façons.
Il met en scène Mylène Farmer dans deux rôles différents, entourée de corbeaux et d'épouvantails créés par l'artiste suisse Martial Leiter.
Le titre connaît le succès en France, atteignant la 2e place du Top 50, mais aussi en Belgique, en Suisse, en Russie et en Israël.

## Contexte et écriture
En décembre 2004, Mylène Farmer accorde une conférence de presse (la seule de sa carrière), afin d'annoncer une série de concerts à Bercy en janvier 2006 ainsi que la sortie d'un album, Avant que l'ombre..., six ans après Innamoramento et trois ans après sa compilation Les Mots, tous deux certifiés disques de diamant.
Alors que sa maison de disques souhaite sortir le titre Aime en tant que premier extrait de l'album Avant que l'ombre..., Mylène Farmer insiste pour imposer le titre Fuck Them All.

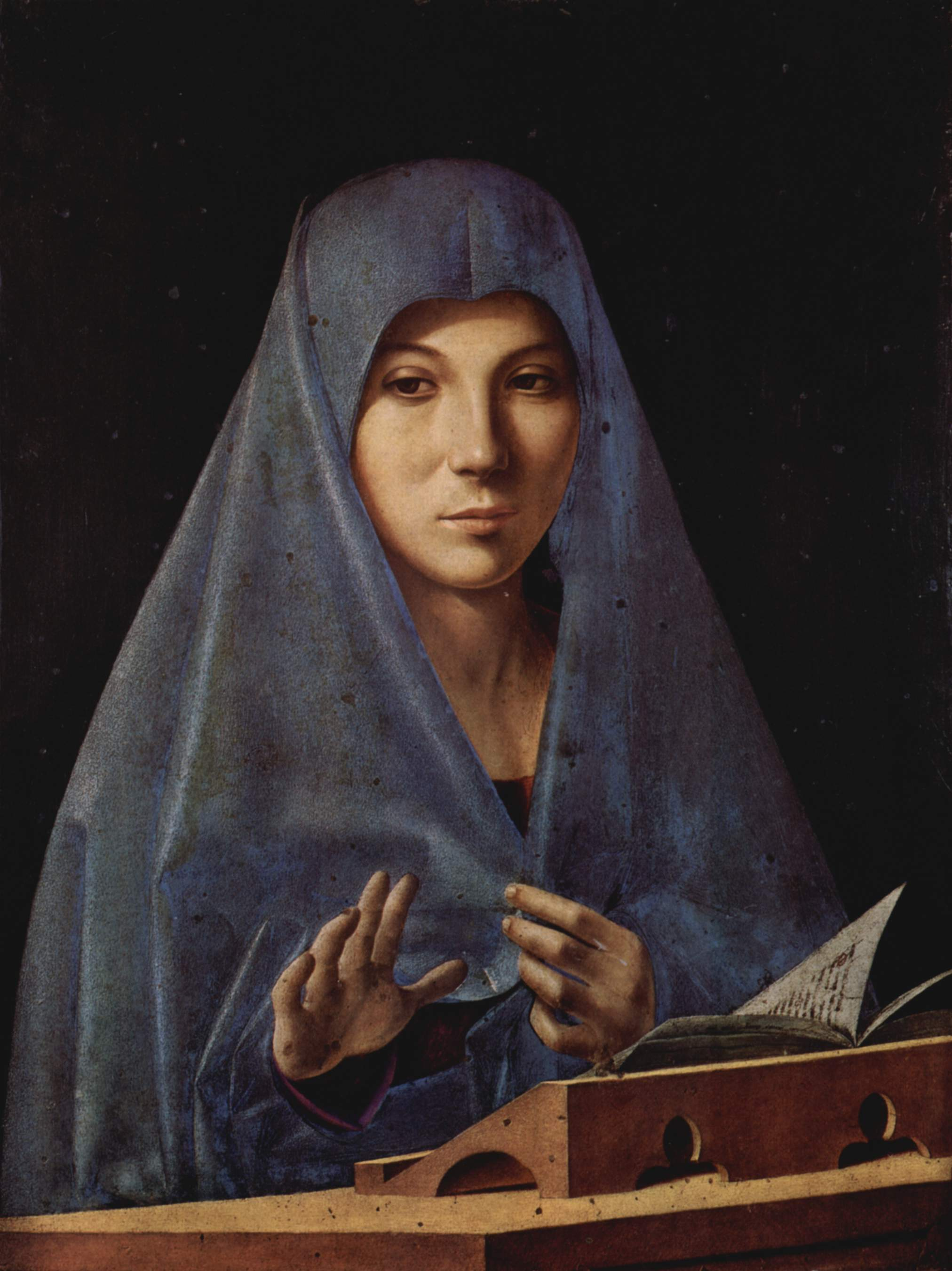
La Vierge Marie, par Antonello de Messine.

Dans ce texte féministe, la chanteuse met en opposition la violence masculine à la douceur féminine (« Faites l'amour, nous la guerre, nos vies à l'envers ») et dénonce le manque de reconnaissances des femmes, qui sont pourtant fréquemment derrière la réussite de chaque homme.

Faisant allusion à des références religieuses comme Marie, qui représente la figure féminine, et le Mur des Lamentations (« Sur le mur nos soupirs »), elle évoque le fait que les femmes sont à la fois utilisées par les hommes (« Faire de leur vie un empire »), y compris comme objet sexuel (« Faire l'amour à Marie »), et à la fois maltraitées par eux (« Et Marie est martyre »).

Le titre Fuck Them All peut d'ailleurs être lu comme Fuck the mâles.
La phrase « La nature est changeante » fait quant à elle référence à Aphorismes d'Oscar Wilde : « Il n'existe qu'une certitude définitive sur la nature humaine, elle est changeante ».
Collaborant toujours avec Laurent Boutonnat, qui compose la musique du titre, Mylène Farmer inclut un pont rap en anglais, qui n'est pas sans rappeler le titre American Life de Madonna, sorti en 2003.

## Sortie et accueil critique
Diffusé en exclusivité sur NRJ le 9 février 2005, le CD Single sort le 14 mars 2005, trois semaines avant l'album Avant que l'ombre..., avec pour pochette une photo en noir et blanc de Mylène Farmer prise par le photographe Robin.

Le Maxi CD et le Maxi 45 tours sortent quant à eux le 18 avril 2005, avec des remixes signés notamment par Joachim Garraud.

### Critiques
- « Un single accrocheur tant par son titre provocateur que par son texte, assez fleuri. » (TV Magazine)[4]
- « L'alliance d'une guitare acoustique, de beats électroniques et de synthés, dans la deuxième partie du morceau, évoque très fortement la Madonna de ces dernières années, alors que le chant éthéré est typiquement du Farmer. » (Ouest-France)[5]
- « Un refrain moins fort que ses couplets. » (Le Parisien)[6]
- « Une tonalité plutôt sombre, hypnotique, et un final qui emprunte au rap son rythme chaloupé, répétitif. Un choix audacieux. »[7]
- « La musique de Boutonnat est particulièrement efficace. »[2]

## Vidéo-clip

### Collaborations

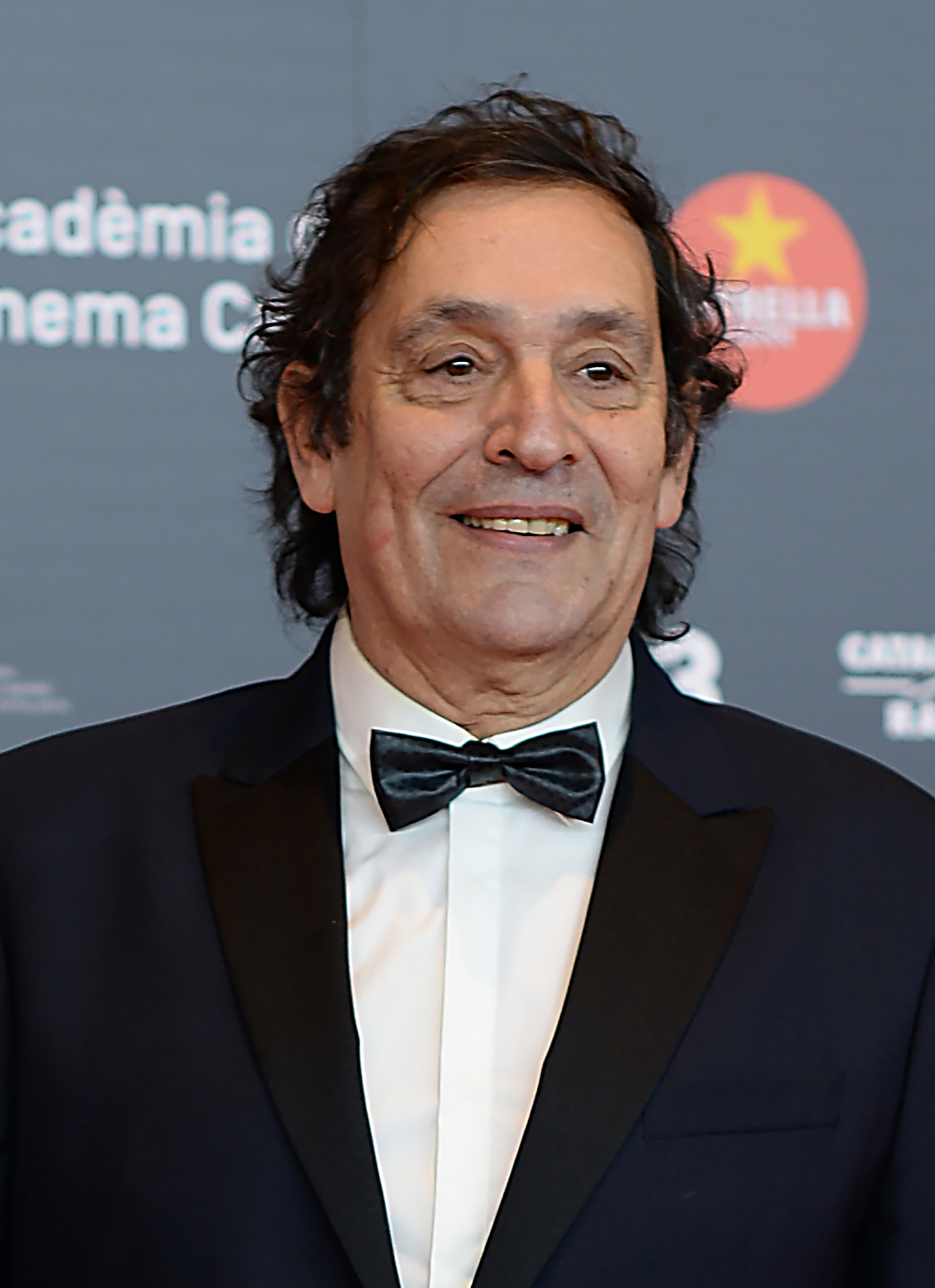
Agustí Villaronga.

Pour ce clip, la chanteuse fait appel au cinéaste catalan Agustí Villaronga.
Tourné près de Bucarest en Roumanie dans un décor enneigé et une usine désaffectée, le clip met en scène Mylène Farmer dans deux rôles différents, entourée de corbeaux et d'épouvantails créés par l'artiste suisse Martial Leiter. 

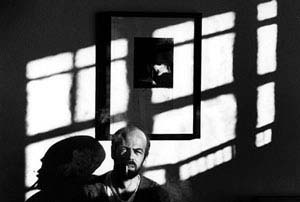
Martial Leiter a créé les épouvantails du clip.

Elle utilisera ce thème lors de la tournée des stades Nevermore 2023/2024.

### Le thème du double
Le thème du double a déjà été évoqué par la chanteuse dans le passé, notamment dans les clips de California et L'Âme-Stram-Gram.
Très symbolique, ce clip peut être interprété de plusieurs façons : certains voient dans la cage le symbole de la soumission des femmes et dans les corbeaux le symbole des hommes qui les asservissent, certains voient dans la cage l'emprisonnement de l'être par ses propres angoisses et dans la mutilation des épouvantails le combat contre celles-ci, tandis que d'autres voient un combat de la psyché féminine.

### Synopsis

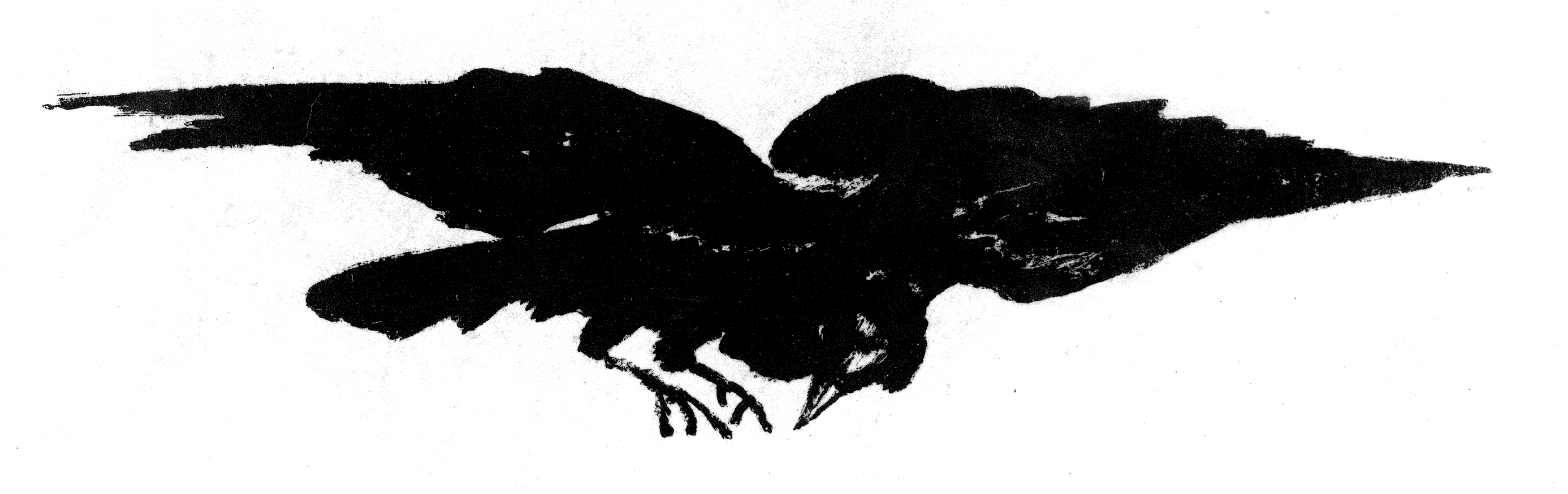
Les corbeaux sont au centre de ce clip.

Du fond d'une forêt enneigée, Mylène Farmer, sur un cheval noir au galop, arrive au sein d'une usine désaffectée. Long manteau noir et cheveux longs, elle avance d'un pas décidé, avant que sa silhouette ne s'efface, tel un fantôme.
Au centre de cette usine, se trouve une cage vide, dans laquelle était enfermée auparavant une Mylène fébrile aux cheveux courts, blessée au visage et vêtue en haillons.

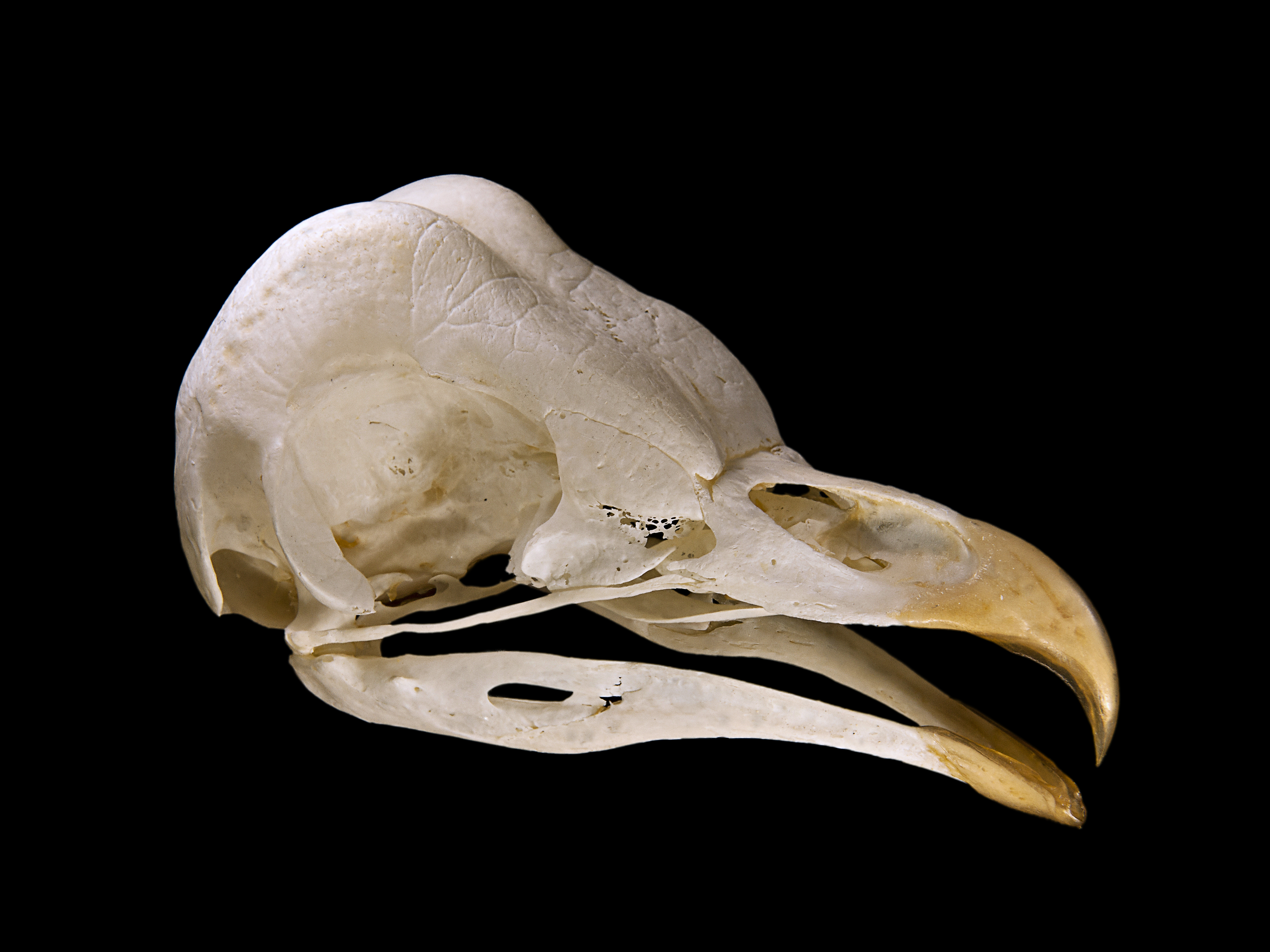
Les épouvantails du clip ont des têtes en forme de crânes d'oiseaux.

Des corbeaux surveillent la scène de haut.
L'un d'eux s'envole : l'œil de Mylène Farmer le repère et cligne tel un œil de corbeau.
Brisant une vitre, elle sort de l'usine et voit le cadavre de la Mylène aux cheveux courts. Elle s'agenouille devant sa dépouille, avant de sortir un glaive de son ventre.
Les corbeaux la suivent vers une grande étendue neigeuse, où sont plantés plusieurs épouvantails vêtus de voiles noirs et avec une tête en forme d'oiseau.
Évoluant lentement au milieu d'eux afin d'observer ces créatures, elle prend son glaive et se met à les décapiter.
Les yeux des épouvantails saignent alors d'un sang noir : ces larmes de sang finissent par se regrouper et par former de nouveaux corbeaux.

Les souvenirs de la Mylène enfermée réapparaissent : celle-ci finira broyée par la cage, dont la partie supérieure se refermera sur elle.
Après avoir anéanti tous les épouvantails, la chanteuse plante l'épée dans la neige et finit par s'évaporer.

### Sortie et accueil
Le clip est diffusé en exclusivité le 9 mars 2005.
- « Gothique à souhait toujours, et d'un esthétisme soigné. » (Télé star)[10]
- « L'illustration parfaite du propos de la chanson : les femmes se révoltent contre le pouvoir machiste et inversent les rôles. » (Télé Magazine)[11]
- « Le nouveau clip de Mylène Farmer nous plonge dans un univers de contraste et d'ambigüité dont elle a le secret. » (Télé 7 jours)[12]
- « Une extrême recherche visuelle dans la tradition épique des réalisations cultes de la chanteuse. » (Tout chanson)[13]
- « Chevauchée dans la neige, couleurs blafardes, visage maculé de sang et sensualité étrange typiques de son univers. » (Gala)[14]
- « Un clip aux qualités esthétiques indéniables qui laisse, comme pour les paroles de la chanson, une très grande liberté d'interprétation. »[15]

## Promotion
Mylène Farmer n'effectue aucune promotion pour la sortie de ce single.
Le 5 mars 2005, lors de la 20e cérémonie des Victoires de la musique, Mylène Farmer est sacrée « Artiste féminine des 20 dernières années » par un jury de professionnels.
Refusant d'assister à cette cérémonie qu'elle qualifie de « Victoires de l'hypocrisie », elle adressera un message à l'attention des professionnels en leur rappelant que son dernier titre s'intitule Fuck Them All.

## Classements hebdomadaires
Dès sa sortie, le titre atteint la 2e place du Top Singles, dans lequel il reste classé durant 19 semaines (dont 3 semaines dans le Top 10).

Il connaît également le succès en Israël et en Russie.
Fuck Them All a été certifié disque d'argent en France, où il s'est écoulé à plus de 125 000 exemplaires.
| Classement (2005)                     | Meilleure position |
| ------------------------------------- | ------------------ |
| Belgique - Région flamande (Ultratip) | 17                 |
| Belgique - Wallonie                   | 2                  |
| Europe                                | 6                  |
| France (Ventes)                       | 2                  |
| France (Radios nationales)            | 19                 |
| France (Radios régionales)            | 8                  |
| France (TV)                           | 14                 |
| France (Clubs)                        | 31                 |
| Israël                                | 5                  |
| Russie                                | 22                 |
| Suisse                                | 14                 |

## Liste des supports
| 1. | Fuck Them All                | 4:32 |
| 2. | Fuck Them All (instrumental) | 4:32 |

| 1. | Fuck Them All                                                   | 4:32 |
| 2. | Fuck Them All (Mother F... Vocal Club Mix, par Joachim Garraud) | 8:30 |
| 3. | Fuck Them All (The Martyr's Remix, par Y-Front)                 | 5:20 |
| 4. | Fuck Them All (Mother F... Dub Mix, par Joachim Garraud)        | 7:50 |

| A.  | Fuck Them All (Mother F... Vocal Club Mix, par Joachim Garraud) | 8:30 |
| B1. | Fuck Them All (The Martyr's Remix, par Y-Front)                 | 8:30 |
| B2. | Fuck Them All (Mother F... Dub Mix, par Joachim Garraud)        | 7:50 |

## Crédits
- Paroles : Mylène Farmer
- Musique et production : Laurent Boutonnat
- Programmation, claviers et arrangements : Laurent Boutonnat
- Guitare : Philippe Paradis
- Basse : Philippe Chayeb
- Batterie : Loïc Pontieux
- Chœurs : Mylène Farmer
- Prise de son et mixage : Jérôme Devoise
- Studio : Studio Guillaume Tell
- Éditions : Requiem Publishing[28]

## Interprétations en concert
Fuck Them All est interprété pour la première fois en concert pour le spectacle Avant que l'ombre… À Bercy en 2006.
Mylène Farmer chante le titre entourée de huit danseuses ainsi que de la troupe de danseurs espagnols Los Vivancos.
Pour son Tour 2009, la chanteuse ne chante le titre que lors des concerts en stades.
Absent de Timeless 2013, le titre fait son retour lors de la résidence de Mylène Farmer à Paris La Défense Arena en 2019, pour laquelle elle propose un mashup du titre avec C'est dans l'air.

## Albums et vidéos incluant le titre

### Albums de Mylène Farmer
| Année | Album                        | Version                                                                  | Durée | Certifications de l'album      |
| 2005  | Avant que l'ombre...,        | Version Album Vidéo-clip (édition limitée) Instrumental (réédition 2021) | 4:30  | 2 × Platine · Or · 2 × Platine |
| 2006  | Avant que l'ombre... À Bercy | Live 2006                                                                | 6:42  | Or                             |
| 2011  | 2001-2011                    | Version Album                                                            | 4:30  | 2 × Platine · Or               |
| 2019  | Live 2019                    | Live 2019                                                                | 6:41  | Platine                        |
| 2020  | Histoires de                 | Version Album                                                            | 4:30  | Platine                        |

### Vidéos de Mylène Farmer
| Année | Vidéo                             | Version    | Durée | Certifications de la vidéo |
| 2006  | Music Videos IV                   | Vidéo-clip | 5:02  | -                          |
| 2006  | Avant que l'ombre... À Bercy      | Live 2006  | 8:18  | Diamant                    |
| 2010  | Stade de France                   | Live 2009  | 5:20  | Diamant, Or                |
| 2019  | Live 2019                         | Live 2019  | 6:41  | Diamant                    |
| 2021  | Les clips - L'intégrale 1999-2020 | Vidéo-clip | 5:02  | -                          |

## Reprises
En 2023, le titre est interprété par P.R2B lors de l'Hyper Weekend Festival à la Maison de la Radio et de la Musique.